# Gwen John
Gwendolen Mary John (Haverfordwest, 22 de junho de 1876 - Dieppe, 18 de setembro de 1939), conhecida pelo nome artístico de Gwen John, foi uma artista galesa, conhecida por suas pinturas femininas e paisagens. Viveu na França a maior parte da vida e teve sua fama e reputação ofuscadas pelo trabalho do irmão, Augustus John, recebendo o devido reconhecimento após sua morte.

## Vida pessoal
Gwen nasceu em 1876, em Haverfordwest. Filha de Edwin William John e Augusta Smith, era a segunda filha entre as quatro crianças do casal. Seu irmão mais velho era Thornton John e os mais novos eram Augustus e Winifred. Edwin John era conhecido pelo temperamento forte e tempestivo para com a família e Augusta era em geral ausente e de saúde frágil. Também era uma aquarelista amadora e o casal acabou incentivando os filhos a se interessarem por arte e literatura. Augusta morreu quando Gwen tinha apenas 8 anos de idade.

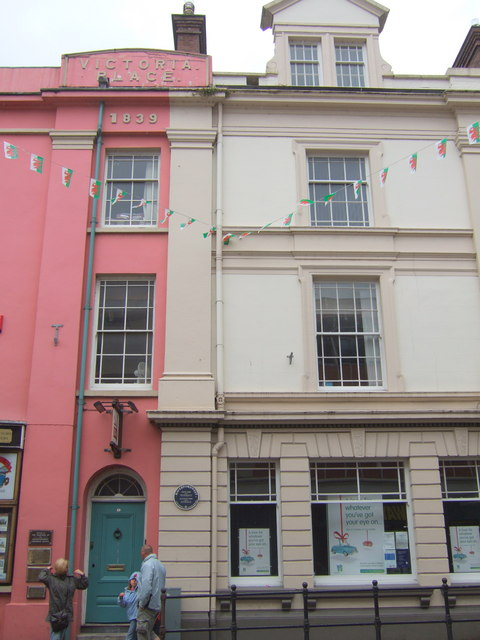
Local onde nasceu Gwen John, em 1876. Os ornamentos na fachada foram adicionados em 1893, quando a casa se tornou um banco.

Com a morte de Augusta, a família se mudou para Tenby, no condado de Pembrokeshire, em Gales, onde as crianças passaram a ter aulas com governantas, em casa. Era comum que as crianças fossem até a costa para fazerem rascunhos da paisagem, pássaros e navios que seguissem a costa. Apesar de desenhar e pintar desde a infância, poucos trabalhos desta época sobreviveram. 

## Formação
Entre os anos de 1895 e 1899, Gwen estudou na Slade School of Fine Art, em Londres, que adotava o modelo francês de ensino. Era a única escola de arte em todo o Reino Unido que admitia mulheres como alunas, apesar de não permitir turmas mistas, nem que confraternizassem nos corredores e refeitórios. Gwen estudou desenho com Henry Tonks, tal como seu irmão, Augustus, que iniciou os estudos mais cedo, em 1894. Nesta época, os dois dividiram alojamento e as despesas. Gwen se tornou muito amiga da futura esposa do irmão, Ida Nettleship. Em seu último ano na Slade, Gwen ganhou o prêmio Melvill Nettleship por composição figurativa.
Os estudantes da Slade eram encorajados a copiar os trabalhos dos grandes mestres expostos nos museus de Londres. As primeiras pinturas de Gwen, como Retrato do Sr. Atkinson e Jovem moça com o violino foram todos inspirados pelo estilo tradicional, caracterizado pela cor sutil e nuances transparentes. Seu irmão, Augustus, logo se tornou uma celebridade no meio artístico, de personalidade exuberante, enquanto sua irmã era mais reservada e introvertida. Ele admirava o trabalho da irmã, mas acreditava que Gwen era negligente com sua saúde e pedia que ela tivesse uma atitude mais ativa na vida. 
A primeira visita de Gwen a Paris foi em 1898, na companhia de dois colegas da Slade, onde ela pode estudar com a supervisão de James McNeill Whistler em sua Académie Carmen. Retornou a Londres em 1899, expondo seus trabalhos pela primeira vez em 1900, no New English Art Club (NEAC), um braço alternativo da Royal Academy. Sua vida, porém, era bastante humilde e, sem dinheiro, precisou viver em um cortiço entre 1900 e 1901.

## França e carreira
No outono de 1903, Gwen viajou à França na companhia de sua amiga Dorelia McNeill, que se tornaria futuramente a segunda esposa de seu irmão Augustus. A intenção de ambas era a de chegar a Roma e para juntar dinheiro, elas dormiam ao relento e faziam desenhos, caricaturas e retratos por algumas moedas pelas ruas. Conseguiram assim chegar apenas a Toulouse. Em 1904, retornaram a Paris, onde Augustus trabalhava como modelo artístico, especialmente para mulheres. No mesmo ano, Gwen começou a modelar para o escultor Auguste Rodin, tornando-se em seguida sua amante. Grande era sua paixão por Rodin, com quem manteve um ardente relacionamento por dez anos, segundo mostram várias cartas enviadas a ele no período. Apesar dos sentimentos que nutria por ela, Rodin a mantinha à distância, valendo-se de recados por secretárias ou mensageiros. Relacionou-se também com mulheres, como Véra Oumançoff, seu último relacionamento romântico, que terminou em 1930.
Seus anos em Paris lhe introduziram a algumas das personalidades do meio artístico na época, incluindo Rainer Maria Rilke, Brâncuși, Matisse e Picasso, porém era geralmente vista pintando sozinha. Em 1910, ela encontrou uma residência em Meudon, nos subúrbios de Paris, onde morou o resto da vida. Seu relacionamento com Rodin a aproximou do catolicismo, como pode ser visto em seus cadernos de rascunhos, onde estão orações e meditações.
Gwen parou de exibir seus trabalhos no NEAC em 1911, porém ganhou um importante patrono para sua arte, o colecionador John Quinn, que comprou a maior parte dos trabalhos de Gwen, de 1910, até a morte de Quinn, em 1924. O apoio de Quinn a fez largar o trabalho de modelo artística e a deixou livre para se dedicar apenas à pintura. Em 1911, ela escreveu: 
| “ | Pinto muito, mas em geral não tenho pinturas prontas - isso exige de mim mente tranquila e nunca pensar em exposições. | ” |

Em 1913, um de seus quadros foi incluído no Armory Show, em Nova Iorque, organizado e financiado por John Quinn. Gwen podia ser tanto modesta quando confiante com relação à sua arte. Após ver uma exposição de aquarelas de Cézanne, ela teria dito:
| “ | Estas são ótimas, mas ainda prefiro as minhas. | ” |

Gwen vivia na solidão em Meudon, junto de seus gatos. Pintou retratos de Marie Poussepin, fundadora da Ordem Dominicana das Irmãs de Caridade de Meudon, em 1913. Em uma carta sem data, provavelmente deste período, ela escreveu:
| “ | Gostaria de poder viver em algum lugar onde não conhecesse ninguém, até ser forte o suficiente a ponto de as pessoas e situações não mais me afetarem ou irritarem além da razão. | ” |

Até seus contatos com a família ficaram mais escassos com o passar dos anos, em especial com Augustus, cuja personalidade e sucesso a ofuscavam, o que motivou sua mudança para Meudon, em 1903. 

## Morte
O último desenho datado de Gwen é de 20 de março de 1933 e não há evidências de que tenha pintado ou feito desenhos até sua morte. Em 10 de setembro de 1939, ela escreveu seu testamento e viajou para Dieppe, na costa da Normandia, onde passou mal e foi hospitalizada. Gwen faleceu em 18 de setembro de 1939 e foi sepultada no Cemitério Janval, em Dieppe, conhecido como cemitério dos heróis caídos em batalha e veteranos de guerra. 

## Galeria

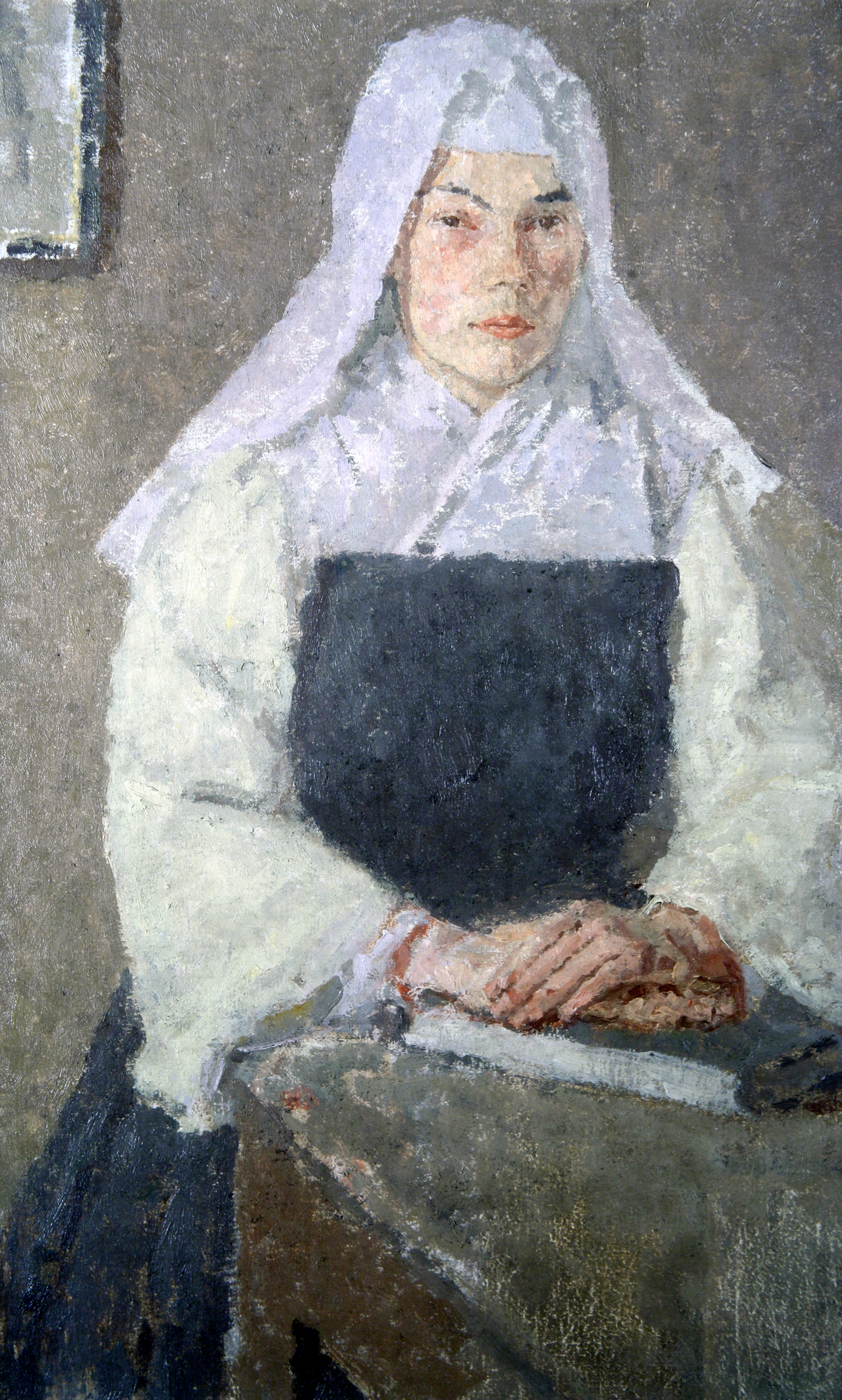
A freira (Glynn Vivian), cerca de 1915-1920, óleo sobre tela
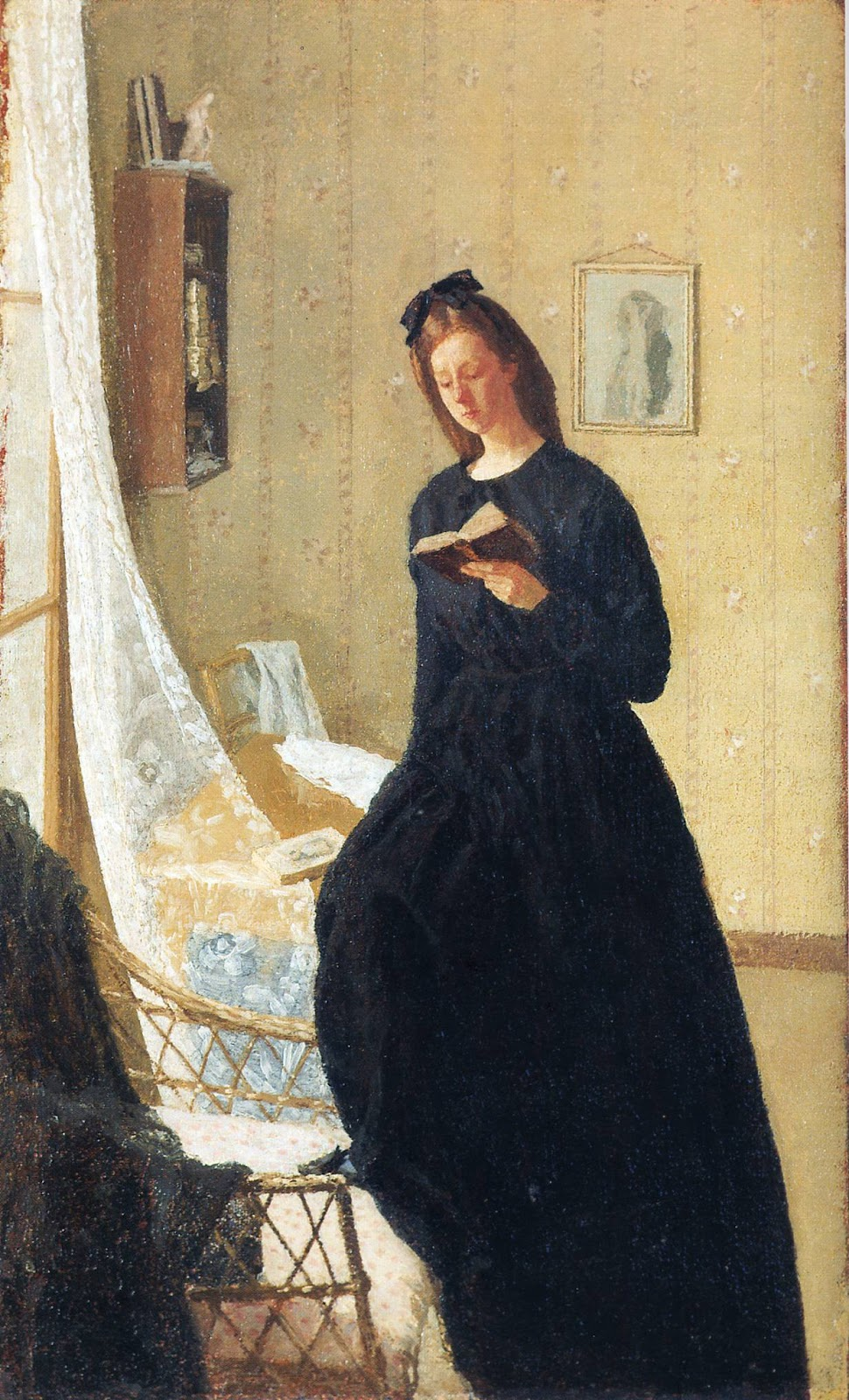
Retrato, cerca de 1910, óleo sobre tela
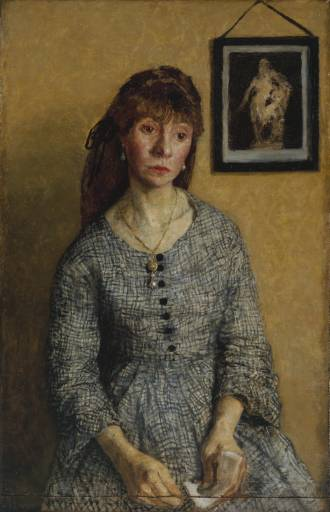
Retrato de Chloë Boughton-Leigh, entre 1904 e 1908, óleo sobre tela
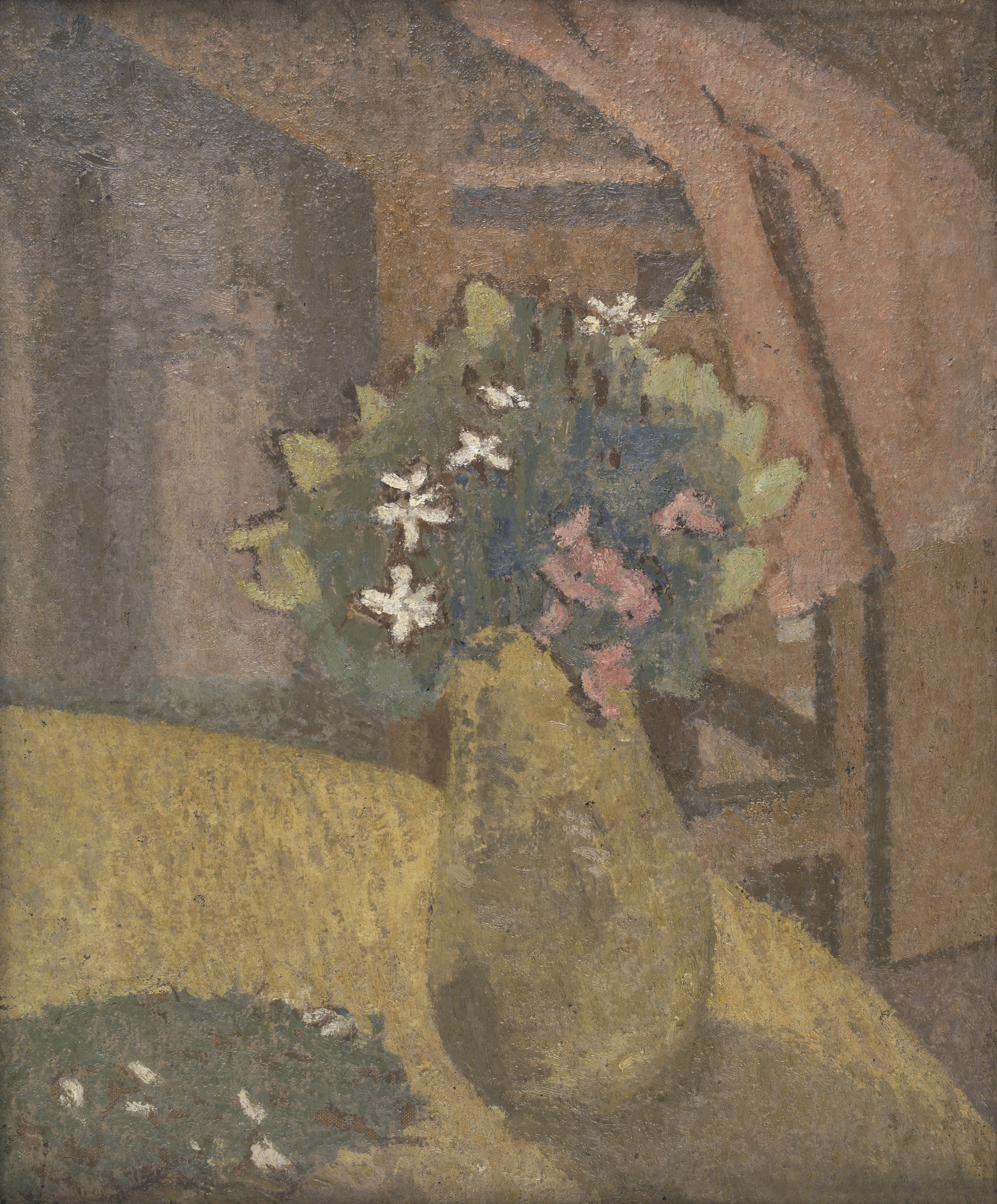
Vaso de Flores, cerca de 1910, óleo sobre madeira
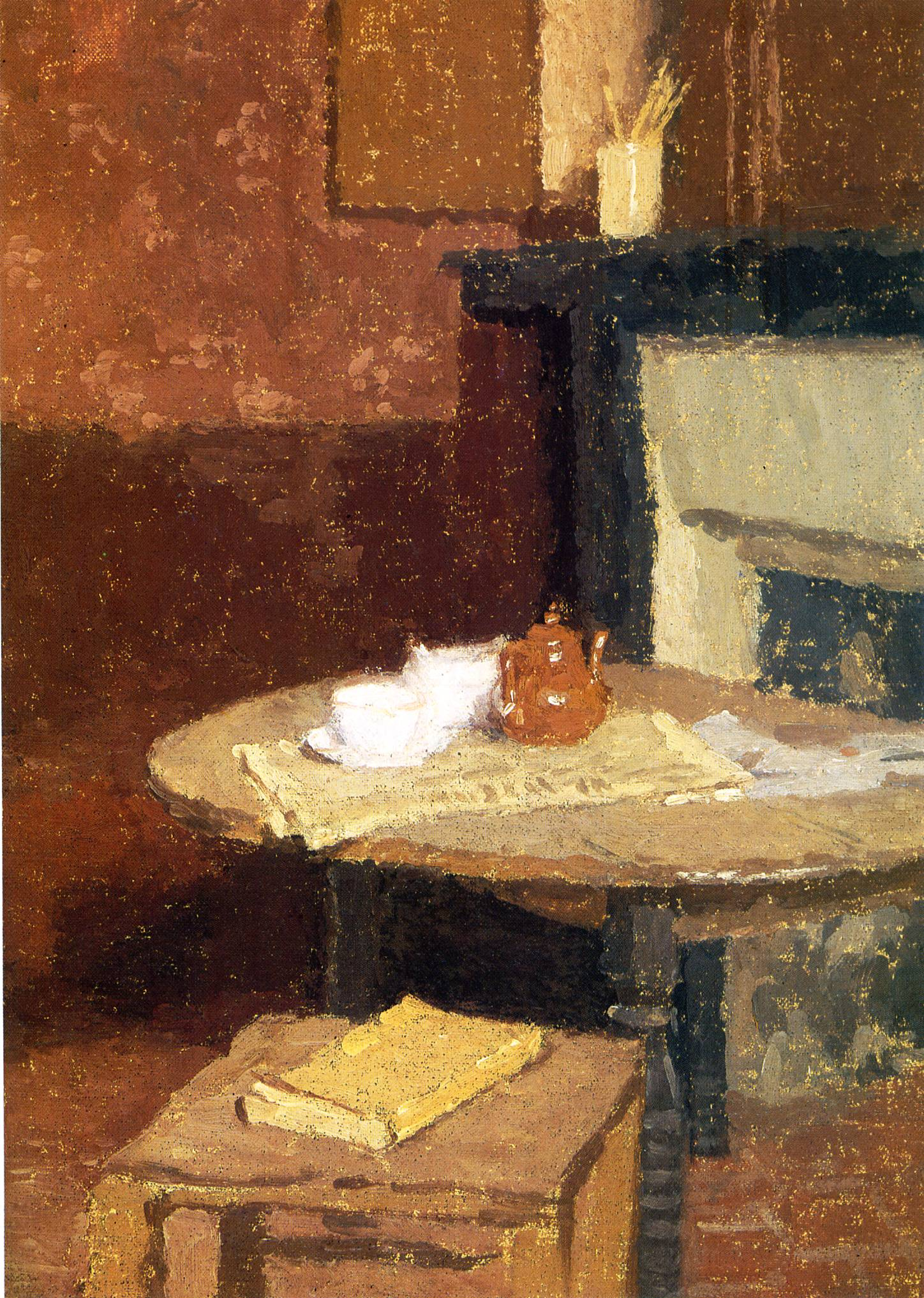
O Pote de Chá Marrom, entre 1915 e 1916, óleo sobre tela